# Jiří Kormaník
Jiří Kormaník (Rumania, 26 de marzo de 1935-3 de noviembre de 2017) fue un deportista checoslovaco de origen rumano especialista en lucha grecorromana donde llegó a ser subcampeón olímpico en Tokio 1964.

## Carrera deportiva
En los Juegos Olímpicos de 1964 celebrados en Tokio ganó la medalla de plata en lucha grecorromana estilo peso medio, tras el luchador yugoslavo Branislav Simić (oro) y por delante del alemán Lothar Metz (bronce).